# Le Club des fadas
Pour plus de détails, voir Fiche technique et Distribution.
Le Club des fadas est un film français réalisé par Émile Couzinet, sorti en 1939.

## Fiche technique
- Titre : Le Club des fadas
- Réalisation : Émile Couzinet
- Scénario et dialogues : Émile Couzinet, d'après l'opérette d'Eugène Joullet, Edmond Joullet, Allix, Gonella, Mariusi et les sketches de Joullet, Pierre Dac et Allix[1]
- Photographie : Henri Barreyre et Jimmy Berliet
- Musique : Paul Chabot, Victor Alix et Mario Melfi
- Décors : Alexandre Lochakoff et René Renneteau
- Son : Robert Bugnon
- Assistant-réalisateur : Louis Pascal
- Production : Émile Couzinet, Burgus Films
- Pays :  France
- Format : Son mono - Noir et blanc
- Genre : Comédie
- Durée : 98 min
- Dates de sortie : 
  - France  : 9 août 1939

## Distribution
- Fernand Charpin : Lamadou
- Alida Rouffe : Pascaline
- Paul Dullac : Cagarol
- Georges Boué : Marcellin
- Robert Vattier : Piedoiseau
- Annie Toinon : la mère de Lamadou
- Paulette Garmier : Miette
- Mady Pierozzi : elle-même
- Pierre Dac
- Édouard Delmont
- Cadex
- Arthur Devère
- Cléo d'Arcueil
- Dumiel
- Bruno Clair
- Mario Melfi
- Odette Roger
- Nalpack
- Maurice Laban
- Orlandi
- Marthe Marty
- Arthy
- Nina Vres